# نبيل العربي
نبيل العربي (1353- 1446 هـ / 1935- 2024 م) هو دبلوماسي وسياسي مصري، الأمين العام لجامعة الدول العربية (من 15 مايو 2011 إلى 30 يونيو 2016) ووزير خارجية مصر (من 7 مارس 2011 إلى 15 مايو 2011) في وِزارة عصام شرف.

## ولادته وتحصيله
وُلد نبيل بن عبد الله العربي في القاهرة، يوم الجمعة 10 ذي الحِجَّة 1353هـ الموافق 15 مارس (آذار) 1935م. التحق بكلية الحقوق في جامعة القاهرة، وحصل منها على الإجازة (بكالوريوس) عام 1955، ثم حصل على شهادة (ماجستير) في القانون الدَّولي، ثم على شهادة (دكتوراه) في العلوم القضائية من مدرسة الحقوق بجامعة نيويورك.

## وظائفه ومناصبه

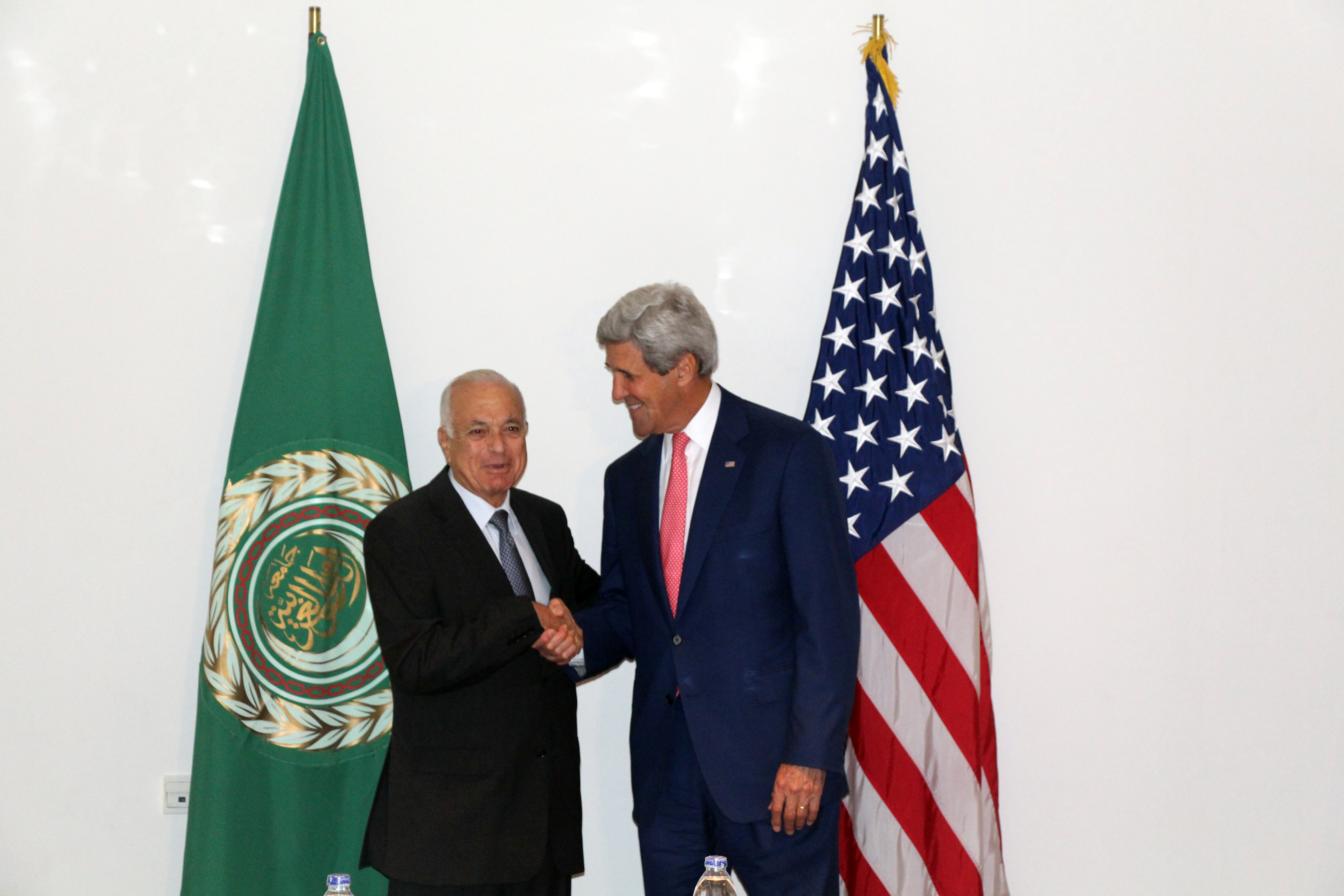
لقاء جون كيري بنبيل العربي سنة 2014م

عمل سفيرًا لمصر لدى الهند (1981 - 1983)، وممثلًا دائمًا لمصر لدى الأمم المتحدة في جنيف (1987 - 1991)، وفي نيويورك (1991 - 1999). ومستشارًا للحكومة السودانية في التحكيم بشأن حدود منطقة أبيي بين حكومة السودان والحركة الشعبية لتحرير السودان.
رأَسَ وفد مصر في التفاوض، لإنهاء نزاع طابا مع إسرائيل (1985 - 1989)، وكان مستشارًا قانونيًّا للوفد المصري في مؤتمر كامب ديفيد للسلام في الشرق الأوسط عام 1978.
وعمل قاضيًا في محكمة العدل الدَّولية (2001 - 2006)، وعضوًا بلجنة الأمم المتحدة للقانون الدَّولي (1994 - 2001)، وعضوًا في محكمة التحكيم الدائمة في لاهاي منذ 2005 إلى وفاته. شغل منصب رئيس مركز التحكيم الدَّولي، والقاضي السابق بمحكمة العدل الدَّولية وكان ضمن القضاة الذين أصدروا حُكمًا تاريخيًّا في يونيو عام 2004 بإدانة الجدار الفاصل الذي تبنيه إسرائيل وعدَّته المحكمة غيرَ قانوني.
كُلِّف في ديسمبر 2009 إعدادَ الملف المصري القانوني لاستعادة تمثال الملكة نفرتيتي من برلين. وفي 4 فبراير 2011 عُيِّن عضوًا في لجنة الحكماء التي أنشئت أثناء اندلاع ثورة 25 يناير عام 2011.

### منصب وزير الخارجية
جاء خلفًا للوزير أحمد أبو الغيط. وكان قد رشَّحَه شباب ثورة 25 يناير في 4 مارس 2011 لتولِّي حقيبة الخارجية بدلًا من أحمد أبو الغيط الذي لاقى معارضة قوية؛ كونه رمزًا من رموز نظام الرئيس السابق محمد حسني مبارك. حذر العربي إسرائيل بلهجة شديدة من الإقدام على أي عمل عسكري تجاه غزَّة، وقابلت إسرائيل تحذيره باستنكار شديد. وطالب إسرائيل بدفع فروق أسعار الغاز المصري المصدَّر إلها منذ عهد حسني مبارك.

#### أبرز إنجازاته
- حل أزمة المصريين العالقين في تونس، الذين نزحوا هربًا من عمليات القتل التي ترتكبها كتائب القذافي.
- حل أزمة المهندس المصري المحتجَز في سوريا بتهمة الجاسوسية والإفراج عنه.
- الإسهام في نجاح المصالحة الفلسطينية بين شقيها فتح وحماس، بعد شقاق دام أربع سنوات.
- إعادة العَلاقات المصرية الإيرانية.
- إجراء اتصالات قوية مع دول حوض النيل لحلِّ أزمة مياه النيل، التي حققت نتائجَ إيجابية ملحوظة.

### أمانة جامعة الدول العربية
قرَّرت مصر ترشيح الدكتور نبيل العربي بعد سحبها لترشيح مصطفى الفقي لخلافة عمرو موسى لمنصب الأمين العام لجامعة الدول العربية في يوم 15 مايو 2011، واختِير أمينًا عامًّا للجامعة بعد أن سحبت قطر مرشَّحها عبد الرحمن بن حمد العطية لمصلحة الدكتور نبيل العربي.

### انتخابات الرئاسة في مصر 2012
ظهرت أخبار عن تأييد حزب الحرية والعدالة (الجناح السياسي لجماعة الإخوان المسلمين)، والمجلس العسكري، وبعض الأحزاب الليبرالية، لدعمه تحت اسم «رئيس توافقي» في سباق الانتخابات الرئاسية لجمهورية مصر العربية 2012، لكنه صرَّح بأنه مستعد للترشُّح إذا كان هذا سيَلقى قَبولًا من القوى السياسية، في حين جاء ردُّ جماعة الإخوان المسلمين بنفي تلك الأخبار على لسان محمود غزلان عضو مكتب الإرشاد والمتحدث الإعلامي للجماعة الذي قال: "طرح العربي للرئاسة يستهدف تلميعَه ولن ندعمَ علمانيًّا".

## تكريمه
- حصل على وسام الجمهورية عام 2014.[11]

## وفاته
توفي نبيل العربي يوم الاثنين 22 صفر 1446هـ الموافق 26 أغسطس (آب) 2024م، عن عمر ناهز التاسعة والثمانين.

## وصلات خارجية
- نبيل العربي على موقع مونزينجر (الألمانية)